# Apeadero de Vala
El Apeadero de Vala, originalmente conocido como Apeadero de Valla, es una antigua plataforma ferroviaria de la Línea del Algarve, que servía a la localidad de Vala, en el ayuntamiento de Silves, en Portugal.

## Historia
Este apeadero entró en servicio, con la denominación de Valla, el 1 de febrero de 1902, como parte del tramo entre Silves y Poço Barreto del Ramal de Portimão.
En 1913, era utilizado solo por tranvías. En 1980, ya no tenía servicios de pasajeros.